# Volkswagen Tera
Volkswagen Tera — субкомпактный кроссовер, выпускающийся с 2025 года подразделением Volkswagen do Brasil.

## Описание
Volkswagen Tera дебютировал в сентябре 2024 года в Рио-де-Жанейро. Сборка модели организована в Кариеге (Южная Африка).
Tera — 4-метровый кроссовер, базирующийся на платформе MQB-A0, на которой также базируется Polo. Автомобиль приводится в движение 1,0-литровым бензиновым турбодвигателем TSI мощностью 116 л. с.
Volkswagen Tera ориентирован в первую очередь на рынки Латинской Америки, в частности, на Бразилию. Поставки автомобиля в другие страны неизвестны.